# Ismail Enver
 (avril 2015).
Si vous disposez d'ouvrages ou d'articles de référence ou si vous connaissez des sites web de qualité traitant du thème abordé ici, merci de compléter l'article en donnant les références utiles à sa vérifiabilité et en les liant à la section « Notes et références ».
Ismail Enver (né le 22 novembre 1881 à Constantinople, mort le 4 août 1922), connu par les Européens pendant sa carrière politique sous les noms d'Enver Pacha (turc : Enver Paşa) ou Enver Bey, était un officier militaire turc. Il a été l'un des chefs de la révolution Jeunes-Turcs, puis ministre de la Guerre de l'Empire ottoman durant la Première Guerre mondiale et l’un des principaux instigateurs du génocide arménien.

## Origines et famille
Il naît à Constantinople le 22 novembre 1881, au sein d'une famille d'origine gagaouze[réf. incomplète] convertie à l'Islam au XIXe siècle en Crimée. Son père, un employé ferroviaire turc, veut qu'Enver ait la meilleure éducation possible, c'est ainsi que ce dernier effectue une partie de ses études en Allemagne. Il entre dans l'armée ottomane quelques années plus tard et reçoit une formation militaire moderne dans la garde prussienne.

## Carrière militaire et révolution des Jeunes-Turcs
En 1902 il est affecté en Macédoine pour lutter contre les maquisards nationalistes grecs et bulgares.
Affecté à Salonique, lieu de regroupement du mouvement réformateur, il fréquente les cercles réformateurs puis rejoint en 1906 les Jeunes-Turcs, un groupe politique libéral et réformiste. Il est l'un des principaux organisateurs de la révolution militaire de juillet 1908 qui oblige le sultan Abdülhamid II à rétablir la constitution ottomane de 1876.
En 1909, il joue un rôle décisif dans la marche de l'armée de Thessalonique qui écrase la tentative de coup d’État contre-révolutionnaire à Constantinople et amène l'abdication du sultan Abdülhamid, remplacé par son frère Mehmed V. Il en est récompensé par le poste d'attaché militaire à Berlin où il contribue à resserrer les liens entre l'Empire ottoman et l'Empire allemand.
En 1911, il épouse Nadjié (née en 1899), petite-fille du sultan Abdulmedjid et nièce du sultan Mehmed V. Il devient ainsi membre de la famille impériale, en vertu de ce mariage arrangé pour des raisons politiques. Les mariés se rencontrent pour la première fois après le mariage.
En 1911 et en 1912, appuyé sur l'expérience de l'unité ottomane formée à la guerre de bandes, il dirige la guérilla en Tripolitaine contre les Italiens durant la guerre italo-turque. Il revient à Constantinople pendant la seconde guerre des Balkans et reprend Andrinople aux Bulgares en juillet 1913.

## Principal responsable de l'État

### Les années de pouvoir
Lors du coup d'état ottoman de 1913 (en), il convoque le comité directeur de l'organisation Union et Progrès et avec des officiers radicaux, déçus par l'issue des guerres balkaniques, il décide de prendre le pouvoir.
En janvier 1913, accompagné de 40 à 60 partisans il envahit le siège du gouvernement (la Sublime Porte), événement durant lequel le ministre de la guerre Nazim Pacha est tué à bout portant par un certain Cemil Yakup, et chasse Kamil Pacha et les membres du cabinet ; respectant formellement les institutions ottomanes, il prive le Grand vizir de toutes ses prérogatives, notamment en lui annonçant non seulement sa nomination au poste de ministre de la guerre, mais aussi en informant les diplomates à Constantinople de sa nomination avant même les principaux responsables ottomans.
Après avoir renversé le gouvernement, il constitue un triumvirat avec Talaat Pacha et Djemal Pacha, connus comme les « Trois Pachas ». Le triumvirat se fait alors octroyer les pleins pouvoirs par une chambre terrorisée et met le parlement en vacances. Un groupe d'hommes politiques ottomans proteste contre les agissements autoritaires d'Enver, ils sont rapidement arrêtés puis pendus.
Cependant, en dépit de sa force politique, le gouvernement des trois pachas est en réalité constitué de la juxtaposition de trois sphères d'influence bien distinctes, chacun des trois ne pouvant remettre en cause le pouvoir de ses deux autres collègues sans remettre en cause le sien propre.
En juillet 1913, l'Empire reprend la guerre contre la Bulgarie en conflit avec ses anciens alliés lors de la deuxième guerre balkanique où il reprend Edirne (Andrinople). On le nomme dès lors le conquérant d'Edirne. Il crée l'Organisation spéciale, destinée à mener des actions de subversion.
Après l'assassinat du grand vizir Mahmoud Chevket le 11 juin 1913, les fédéralistes libéraux sont énormément affaiblis et les unionistes reprennent le pouvoir. Épousant Naciye, la nièce du sultan, il renforce sa position et obtient une certaine immunité face à ses adversaires politiques.

### La Première Guerre mondiale
Persuadé qu'il aurait un grand avenir, il engage l'Empire ottoman dans le camp des puissances centrales durant la Première Guerre mondiale, le Reich étant le principal bailleur de fonds de l'organisation spéciale. L'Allemagne a tellement confiance en lui que les autorités allemandes parlent d'Enverland pour désigner l'empire ottoman. En effet, formé par des instructeurs allemands, sa politique constitue, durant les mois précédant le déclenchement du conflit, le dernier rempart à la perte d'influence du Reich dans l'empire ottoman. De plus, il soutient la politique allemande de constitution d'un vaste espace économique arrimé au Reich, la Mitteleuropa.
Dans son esprit, la guerre lui permettrait de devenir le chef incontestable et incontesté de l'Empire ottoman, et de pouvoir mettre en œuvre ses idées panturquistes. Il transforme Mehmed V, sultan âgé craignant de subir le sort de ses deux frères détrônés et emprisonnés, en un chef d'État privé de tout pouvoir signant tout ce qu'on lui envoie sans poser la moindre question. Mehmed V n'est d'ailleurs même pas informé de l'entrée en guerre de l'empire aux côtés de l'Allemagne.
Ainsi, dès l'envoi de l'ultimatum austro-hongrois à la Serbie, Enver Pacha propose l'alliance ottomane au Reich et négocie au nom de l'empire ottoman un traité dirigé contre la Russie.
Dès les premiers jours de la participation ottomane dans le conflit, Enver Pacha tente de reconquérir l’Égypte, définitivement perdue dans les années 1880 ; cette tentative, soutenue par une action diplomatique en direction des Senoussi de Tripolitaine, tourne rapidement au fiasco, notamment en raison de la mésentente qui règne entre les Allemands, le Khédive et lui.
Freiner l'expansionnisme russe dans le Caucase devient alors un impératif absolu. Ismail Enver dirige personnellement la bataille de Sarıkamış en décembre 1914 contre les Russes. Insuffisamment préparée, cette opération est un désastre stratégique. En janvier 1915, l'armée est ensevelie sous les neiges, entraînant la mort de froid de 80 000 soldats engagés sur le front russe. Il sauve sa propre vie de justesse et ne participe plus à aucune opération militaire. De peur de briser le moral national, une censure sévère est appliquée sur les nouvelles du front du Caucase. Mais son action dans le Caucase ne se limite pas à une offensive ratée en destination des ports russes de la mer Noire ; en effet, homme fort de l'empire ottoman, il formule les buts de guerre de l'empire lors des négociations de paix avec la Russie bolchevique, l'Empire souhaitant annexer la Transcaucasie à l'empire.
En avril 1915, en pleine guerre, il donne l'autorisation à Talaat Pacha, le ministre de l'intérieur, d'organiser le massacre des peuples chrétiens de l'empire, assyriens, grecs pontiques, libanais et arméniens.
Quelques jours après la victoire des Alliés en 1918 et la signature de l'armistice de Moudros le 30 octobre 1918, Talaat Pacha rejette sur lui la responsabilité de l'entrée dans le conflit, inaugurant une crise politique dans l'empire ottoman. Il démissionne et doit s'enfuir pour le Reich le 2 novembre 1918, à bord d'un sous-marin allemand ; de là, il rejoint l'Asie centrale. Les trois pachas sont condamnés à mort par contumace en 1919 par les cours martiales turques pour leur participation au génocide arménien ; condamnés, ils ne sont pas menacés par le nouveau pouvoir ottoman.

### Panturquisme
Nationaliste turc, il aspire à la mise en place d'un État regroupant l'ensemble des Turcs, notamment en envoyant des agitateurs, des espions et des moyens en Afrique du Nord française et en Libye. Cependant, au cours des négociations du printemps 1918, ses ambitions se heurtent à la politique allemande en Transcaucasie et dans le Turkestan russe,.
Quand la défaite ottomane est consommée, il se réfugie en Allemagne à Neubabelsberg, dans la banlieue de Berlin, le 2 novembre 1918. En 1920, il tente de rentrer en Turquie pour reprendre la tête du mouvement nationaliste, mais Mustafa Kemal et le gouvernement d'Ankara l'en empêchent en lui interdisant l'entrée sur le territoire,Il participe ensuite au congrès des peuples d'Orient organisé à Bakou par l'Internationale communiste, réunissant notamment les peuples turcophones de la Russie soviétique
Il prend alors contact avec des officiers allemands pour continuer la guerre en Asie centrale contre le Royaume-Uni. Son objectif était d'unifier les forces armées turcophones de l'Asie centrale avec les unités de l'Armée rouge pour créer un Turkestan indépendant.
La défaite de 1918, et sa conséquence, l'occupation de l'empire ottoman, le pousse, à l'image de nombreux Turcs musulmans, à développer des sentiments panislamiques dans le cadre d'une lutte contre l'impérialisme européen. Il se rapproche naturellement des bolcheviks, part pour le Turkestan (actuels Ouzbékistan et Tadjikistan) pour réprimer une révolte panislamique, mais finit par se retourner contre les bolcheviks en organisant une résistance musulmane face aux communistes, s'appuyant sur les peuples turcophones de l'Asie centrale dans une optique panturquiste.

### Guerre et mort
Après avoir bataillé pendant plus d'un an et remporté quelques succès éclatants (comme la prise de Douchanbé), il voit ses ressources s'épuiser et ses derniers compagnons de lutte le quitter. Sa petite armée compte 7 000 hommes au début de sa campagne. Trotsky envoie alors contre lui la première armée de cavalerie de Semion Boudienny.
Les circonstances de sa mort ne sont pas très claires. Le commandant du bataillon[Lequel ?], l'Arménien Hakob Melkumyan , donne l'ordre de tirer sur lui durant une bataille. Il est tué le 4 août 1922.
Dans Moscou sous Lénine, Alfred Rosmer rapporte ceci : « … Il se dressa, dès lors, ouvertement contre la République Soviétique, et tenta de se tailler un état musulman au Turkestan, où il périt en août 1922. La nouvelle de sa mort fût accueillie parfois avec incrédulité, cependant "un témoin oculaire" écrivait dans la Pravda du 11 octobre que "son exactitude ne peut être mise en doute" ». Et il donnait les précisions suivantes : « Le 4 août, les forces supérieures de l'Armée rouge cernèrent, à 14 verstes de la ville de Balljouan, un petit contingent de Basmatch (insurgés musulmans) dans lequel se trouvait Enver Pacha et son collaborateur, le chef musulman Daviet-Min bey. Après une lutte acharnée, les basmatch furent écrasés. On releva sur le champ de bataille le corps d'un homme vêtu d'un costume anglais, coiffé d'un fez. Dans sa poche on trouva deux cachets personnels d'Enver, sa correspondance avec sa femme, une lettre de son fils daté de Berlin, un paquet de journaux anglais des Indes, des dépêches chiffrées. La population reconnut Enver. Les basmatch prisonniers confirmèrent cette reconnaissance ».

## Hommages
Le 4 août 1996, le corps d'Enver est rapatrié en Turquie depuis le Tadjikistan. Il a été enterré comme un héros national sur la Colline du temple de la Liberté (Abide-i Hürriyet Tepesi), à Şişli, sur la rive européenne d'Istanbul.

## Dans la fiction
- Dans Les Quarante Jours du Musa Dagh, roman de Franz Werfel paru en 1933, deux chapitres montrent les vains efforts du pasteur allemand Johannes Lepsius pour convaincre les gouvernements turc, puis allemand d'arrêter le génocide arménien ; Enver Pacha le reçoit avec ironie et mépris. Cette partie du roman est adaptée au théâtre dans Le Cercle de l'ombre de Hovnatan Avédikian, créé en 2015[23].
- Dans La Maison dorée de Samarkand, la 26e aventure de Corto Maltese écrite et dessinée par Hugo Pratt, parue en 1986, le héros suit une trajectoire chaotique à travers le Moyen-Orient et l'Asie centrale et assiste aux derniers jours d'Enver au moment où celui-ci vit la défaite de la rébellion basmatchi et va trouver la mort des mains d'une troupe de bolcheviks arméniens décidés à venger leur peuple[24].